# Acritus teaboomae
Acritus teaboomae är en skalbaggsart som beskrevs av Yves Gomy 1976. Acritus teaboomae ingår i släktet Acritus och familjen stumpbaggar. Inga underarter finns listade i Catalogue of Life.